# Dryophytes walkeri
Dryophytes walkeri – gatunek środkowoamerykańskiego płaza bezogonowego z rodziny rzekotkowatych (Hylidae).

## Występowanie
Kilka izolowanych populacji należących do tego gatunku występuje na południu Meksyku (góry w stanie Chiapas) oraz w Gwatemali (Sierra de los Cuchumatanes). Jednakże w tym drugim państwie jest on spotykany bardzo rzadko. Z drugiej strony nie można też wykluczać, że rzeczywisty zasięg występowania jest szerszy, niż się to obecnie uważa.
Zwierzę preferuje wysokości 1400–2370 metrów nad poziomem morza. Zamieszkuje górskie łąki oraz przylegające do nich lasy sosnowo-dębowe i sosnowo-jodłowe. Obserwowano je też na pastwiskach dla bydła.

## Rozmnażanie
Ma miejsce w okresowych zbiornikach wodnych.

## Status zagrożenia
W Czerwonej księdze gatunków zagrożonych IUCN gatunek ten od 2004 roku klasyfikowany jest jako narażony na wyginięcie (VU, ang. Vulnerable).
Całkowita liczebność spada.